# Deadline (groupe)
Ne doit pas être confondu avec The Deadlines.
Deadline est un supergroupe de musique électronique dont la composition était en constante évolution. Le noyau du groupe était composé du bassiste Bill Laswell et du batteur Phillip Wilson pour leur premier album, et de Laswell et Jonas Hellborg pour leur deuxième. Des artistes tels que Aïyb Dieng, Michael Beinhorn, Bernie Worrell, Fred Maher, Robert Quine ont également contribué au projet.

## Histoire
Deadline est né d'une collaboration entre le compositeur Bill Laswell de Material et le batteur de jazz Phillip Wilson de Art Ensemble of Chicago. Leur premier album, Down by Law, est sorti en mai 1985 chez Celluloid Records. Il s'agissait d'une combinaison de rythmes industriels et de percussions live avec des influences funk africaines et occidentales. Un groupe de tournée composé de Laswell et Wilson aux côtés de Michael Beinhorn, Fred Maher et Robert Quine a été créé mais s'est séparé après seulement quelques concerts,. Dissident, à tendance techno, est sorti en 1991 et présentait un casting différent de musiciens, avec Jonas Hellborg comme compositeur principal et Aïyb Dieng, Bill Laswell et Bernie Worrell comme seuls contributeurs de retour.

## Discographie
albums
- Down by Law (Celluloid, 1985)
- Dissident (Day Eight, 1991)

## Liens Externes
(en) « Deadline », sur MusicBrainz
« Deadline », sur Discogs